# Де Симеоне, Камилло
Камилло Де Симеоне (итал. Camillo de Simeone; 13 декабря 1737, Беневенто, Папская область — 2 января 1818, Сутри, Папская область) — итальянский куриальный кардинал. Епископ Сутри и Непи с 16 декабря 1782 по 2 января 1818. Кардинал in pectore с 8 марта по 22 июля 1816. Кардинал-священник с 22 июля 1816, с титулом церкви Сан-Джованни-а-Порта-Латина с 23 сентября 1816 по 2 января 1818.